# Wutach, Waldshut
Wutach là một đô thị ở rìa bắc huyện Waldshut trong bang Baden-Württemberg thuộc nước Đức. Đô thị Wutach nằm về phía nam Wutachschlucht, hẻm núi của sông Wutach.